# Mathilde Bisson
Pour les articles homonymes, voir Bisson et Fabre.
Mathilde Bisson-Fabre, dite Mathilde Bisson, née le 30 janvier 1985 à Toulouse, Haute-Garonne, est une actrice française.
En 2016, elle est nommée Révélation aux César pour son rôle de Juliette Larrain dans le film Au plus près du soleil d'Yves Angelo. Mathilde Bisson est nommée au Molière de la révélation féminine pour son interprétation d'Antonia dans la pièce de théâtre Fleur de cactus de Pierre Barillet et Jean-Pierre Grédy, mise en scène par Michel Fau.

## Biographie
Son père Marco Bisson est acteur et sa mère a travaillé au théâtre Sorano. À huit ans, elle en connaît les coulisses et assiste aux répétitions.

### Théâtre
René Gouzenne lui donne des cours à la Cave Poésie et lui recommande le Conservatoire de Bordeaux Jacques-Thibaud. En 2005, elle y entame une carrière de comédienne avec la pièce Gibiers du temps de Didier-Georges Gabily, mise en scène par Gérard Laurent. En 2006, au théâtre national de Bordeaux-Aquitaine, elle rencontre le désir du metteur en scène Dominique Pitoiset pour la comédie Peines d'amour perdues de William Shakespeare puis elle joue dans La Photographie de Jean-Luc Lagarce dans une mise en scène de Frédéric Maragnani.
À Paris, après trois ans de formation, Mathilde Bisson fait partie de la promotion 2009 du Conservatoire national supérieur d'art dramatique où elle interprète en présentations publiques la tragicomédie Le Conte d'hiver de William Shakespeare (classe 2008 de Yann-Joël Collin), le ballet Antigone-Paysage mis en scène par Caroline Marcadé, les chansons du spectacle Un petit bal perdu mis en scène par Véronique Vella et C'est tout de Marguerite Duras (classe 2009 de Jean-Damien Barbin).
En 2010, elle joue l'affabulatrice Jeanne dans la pièce R.E.R. de Jean-Marie Besset qui collaborera à l'écriture du scénario du film La fille du RER d'André Téchiné. Gilbert Désveaux met la pièce en place et en situation. La première est donnée au théâtre Jean-Alary de Carcassonne. La tournée se termine aux Treize-Vents à Montpellier après être passée par la Cartoucherie de Vincennes où Jeanne pose ses valises à la Tempête : la critique de théâtre Armelle Héliot remarque l'interprétation de la comédienne.
En 2013, elle retrouve Gilbert Désveaux qui la met en scène aux Treize-Vents du domaine de Grammont dans la dernière pièce comique d'Oscar Wilde « L'Importance d'être sérieux » : vêtue d'une robe blanche victorienne qui ne laisse entrevoir que ses chevilles, Miss Cecily Cardew n'aime avec constance son amoureux qu'à la condition qu'il se prénomme très sérieusement Earnest. Au théâtre Montparnasse, Mathilde Bisson est qualifiée de « craquante » selon Armelle Héliot qui loue le jeu des interprètes. C’est le ton général de la majorité des critiques dans l'une desquelles Marc Villemain analyse le jeu de la comédienne.
Le 23 juillet 2015 durant le festival de théâtre des nouveaux auteurs en vallée de l'Aude (NAVA) fondé par Jean-Marie Besset, la pièce Un doute raisonnable (Duda razonable) de Borja Ortiz de Gondra (es) est créée au théâtre en plein air du Château de Serres dans une traduction de Françoise Thanas et une mise en espace de Gilbert Désveaux en présence de l'auteur. La première énigme dans la photo de la répétition prise la veille est de deviner est-ce que Lucía en short prend le soleil (Mathilde Bisson est toujours attirée par le soleil) tandis qu'à l'ombre en premier-plan parle Olga en jupe blanche ? À la nuit tombée pour la première en France, le pantalon et les chaussures rouges ainsi que l'attitude de Fabienne Périneau lui donnent un certain pouvoir : il n'y a plus de doute, elle est Olga, journaliste, et mène l'enquête sur sa femme de ménage Lucía qu'interprète Mathilde Bisson en jupe rose et bras gauche cassé.
En 2015 et en tournée en 2017, chignon choucroute et jupe écossaise un peu plus courte que celle précédemment de Miss Cecily Cardew, Mathilde Bisson incarne Antonia dans Fleur de cactus de Pierre Barillet et Jean-Pierre Grédy au Théâtre Antoine-Simone-Berriau, mise en scène par Michel Fau. Armelle Héliot souligne la solidarité entre Antonia et Mademoiselle Stéphane Vigneau (Catherine Frot,) alors qu'elles aiment le même homme.  Antonia apprend à danser le jerk à Mademoiselle Stéphane : « Ça vient, ça vient. » dit Antonia à fleur de cactus qui s'épanouit dans une métamorphose en osmose avec la chrysalide de la chenille. Stéphane répond à Antonia : « Je crois que je l'ai attrapé. »[pas clair]
Ce qui ressort des critiques est qu'en flagrant délire de faux et d'usage de faux, le metteur en scène et acteur principal Michel Fau donne à ses comédiens, à la lumière, aux décors de son frère (il y a un extraterrestre stylisé dans la branche supérieure du cactus vert) une première impression inconfortable de faux, de décalage, d'artificiel jusqu'au moment où les spectateurs se mettent progressivement à y croire. Cette métamorphose jubilatoire, à l'instar de la floraison de fleur de cactus, confère à ce théâtre une dimension qui a trait à l'humain :

« En parallèle, le jeu caricatural et presque parodique des protagonistes secondaires étonne dans un premier temps. Il semble sonner faux tant est grand le contraste avec les premiers rôles. La maîtresse, réplique de Brigitte Bardot, a un phrasé appuyé et lent, (...). Et puis on s’y laisse prendre parce que cela fonctionne à merveille. C’est justement cette dichotomie qui apporte à la pièce son univers particulier. »

— Isabelle Jouve, Les Trois Coups
250 représentations ont été données. Aux Molières 2016, la pièce est nommée dans 7 catégories dont celle du Molière de la révélation féminine pour Mathilde Bisson. Le 29 mai 2017 en première partie de soirée avant la 29e cérémonie des Molières, France 2 diffuse la pièce en direct.
En 2023, elle joue le rôle de Lechy Elbernon dans L'échange de Paul Claudel, au théâtre de Poche-Montparnasse. 

### Cinéma
En fin des années 2010, Mathilde Bisson entame une carrière d'actrice grâce aux courts métrages de Vincent Cardona qu'elle rencontre à la Fémis :
- La référence littéraire à Saint-Pol-Roux[32] Sur mon coma bizarre glissent des ventres de cygnes enferme le drame dans la matrice d'une péniche immobile, isolée[33], sans cordon ombilical avec une source d'énergie. Bérénice est une jeune femme qui ne veut pas se séparer de Marie (Tanya Drouginska[33]) : une personne âgée qui lui est chère et qui a cessé de parler, de bouger, de vieillir et de se nourrir[33]. Comme si c'était aussi vital que du lait maternel, Bérénice doit régulièrement siphonner le fioul du camion pour le groupe électrogène qui alimente le système de cryoconservation. Mathilde Bisson reçoit le prix Adami d'interprétation, meilleure comédienne au Festival international du court métrage de Clermont-Ferrand 2010[33].

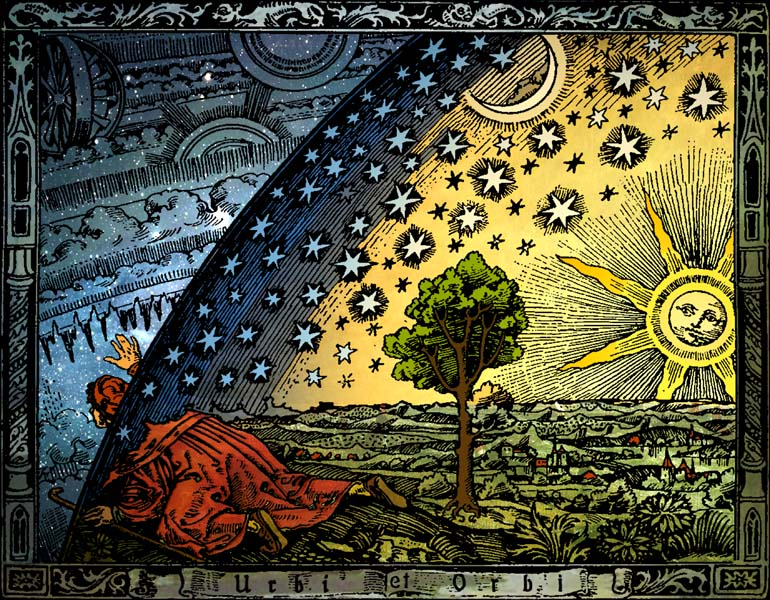
Universum : la chapelle oubliée.

- Un artisan derrière des lunettes de protection (IX. Le Mauvais Vitrier dans Le Spleen de Paris de Charles Baudelaire[34]) assemble une capsule spatiale électromagnétique pour un drôle de manège. Sur un air d'accordéon, voilà Frida, une fleur dans les cheveux et les pieds sur terre devant la bannière bretonne du Programme Spatial du Peuple[34] section 22. Elle escalade un monticule de terre où Hans (Vincent Cardona), la tête déjà dans les étoiles au plus près du soleil, s'imagine derrière son hublot dire : Coucou-les-nuages (en)[34]. Pour le dissuader d'épouser une telle idée sans retour, Frida lui tend la main comme un cœur, elle qui a l'habitude d'en découper : « Tandis que ma main, c'est la terre, quelle est la taille du soleil ? ». Son chevalier errant de répondre : « La taille de la terre. » Un sourire et la belle danseuse aux pieds nus met en orbite sa chaussure et s'exclame : « Oui mais quand même c'est dingue parce que si ça (elle montre le poing fermé), ça fait la taille de la terre, ma main[35] alors… La terre, c'est la terre. Et le soleil, c'est le soleil[34]. C'est incroyable ! ». Le film obtient le prix du meilleur scénario du Festival La Cabina 2011 de Valencia en Espagne et le 2e prix de la Cinéfondation au Festival de Cannes[36],[37].

En 2012, c'est L'Âge atomique pour Cécilia qui irradie la nuit brûlante en bord de Seine. Mû par l'attraction universelle des corps terrestres baignés d'ondes lumineuses et sonores, Victor (Eliott Paquet) tente la fusion nucléaire en boîte de nuit parisienne. Réaction en chaîne, il se prend une claque qui l'éjecte hors de l'orbite stroboscopique : elle préfère un autre électron. Ce premier long métrage de la réalisatrice Héléna Klotz remporte 5 prix.
En 2013, dans La Jalousie de Philippe Garrel, la scène se passe dans un cinéma. Frôlement de mains et échange réciproque de regards témoignent que Louis Garrel est plus intéressé par la jeune femme jouée par Mathilde Bisson que par les 24 images par seconde qui défilent sur l'écran.
En 2014, Mathilde Bisson interprète Erika, l'amie de Jézabel (Mylène Jampanoï) : La Mante religieuse, le premier long métrage de Natalie Saracco.
En 2015, son premier rôle principal Juliette Larrain dans le film Au plus près du soleil d'Yves Angelo la révèle au public. Avec ses armes, Juliette fait face à une magistrate (Sylvie Testud) dont le mari est son avocat (Grégory Gadebois). La juriste défend sa famille menacée d'implosion dans cette tragédie grecque couleur d'éclipse solaire où la victime, c'est Juliette. Mathilde Bisson est nommée Révélation aux César 2016.
Dans Peur de rien de Danielle Arbid, Frédérique est la sœur d'Antonia (Clara Ponsot). Dans les années 1990, celle-ci étudie à l'université où elle rencontre Lina (Manal Issa), une jeune femme libanaise qui s'émancipe à Paris. L'écrivain Annie Ernaux souligne au sujet de Frédérique « à travers (sa) réaction (...), on comprend parfaitement que lorsque des problèmes surgissent, venir d’ailleurs devient immédiatement une circonstance aggravante ».
En 2016, Mathilde Bisson joue aux côtés d'Yvan Attal, Lara Stone et Arthur Igual, Jérémie Bélingard et Akaji Maro dans le premier court métrage En moi de la réalisatrice Laetitia Casta. Pour composer son rôle d'actrice mannequin qui prend la parole, elle étudie comment marcher sur un podium : « J'ai travaillé avec Laetitia Casta sur un film, elle m'a appris à défiler, mais pour être mannequin, il faut enlever toute émotion, toute expression, et je suis trop émotive et transparente, on voit tout ce que je ressens ! »

### Télévision
En mai 2010, Canal+ lance le site web officiel de la série policière Engrenages. Le premier épisode de la saison 3, réalisé par Manuel Boursinhac, est diffusé en clair. Mathilde Bisson interprète Zoé Richet, l’amie de la victime Carine Lavergne que découvre la capitaine Laure Berthaud (Caroline Proust), un dossier instruit par l’avocate Joséphine Karlsson (Audrey Fleurot).

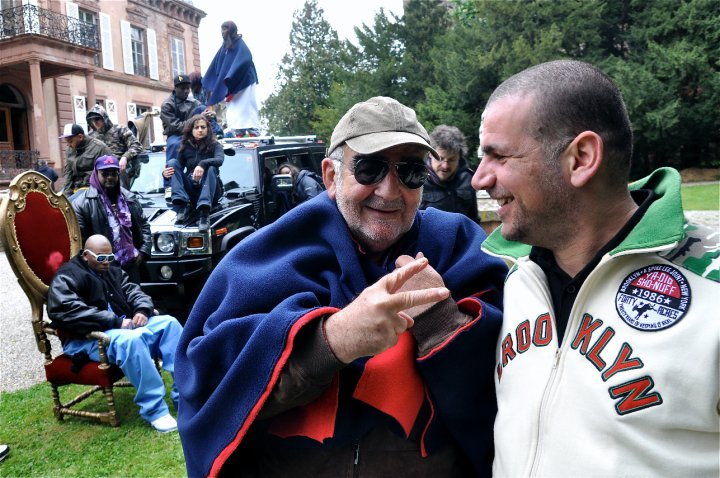
2e épisode : Mathilde Bisson est assise sur le véhicule.

Fin avril 2011, Arte mise sur une saga romanesque et sombre :  Xanadu, qui transpose les émotions de la vie dans l’industrie du divertissement pour adulte. Ce programme de seconde partie de soirée n’est pas interdit aux moins de dix-huit ans. Mathilde Bisson y joue la nouvelle égérie Lou qui prend le pouvoir face à Vanessa Body (Vanessa Demouy).
Six ans plus tard, Mathilde Bisson prend du recul sur la série : elle regrette les scènes de nudité.
C’est sur ce tournage qu’elle fait la rencontre de Nora Arnezeder interprétant la très jeune épouse Varvara enceinte d’Alex Valadine (Jean-Baptiste Malartre). Elles deviennent amies même si elles ne sont plus sur le même continent.
Le 28 octobre 2011 et 29 mars 2017, France 2 diffuse le 9e épisode Un cadavre sur l'oreiller d'Éric Woreth, le réalisateur de la série policière Les Petits Meurtres d'Agatha Christie. Mathilde Bisson joue une pensionnaire de la maison close l’Oiseau bleu. Elle se prénomme elle-même petite Ninon alors que c’est la plus grande. Il lui arrive de danser quand c’est la fête. Sinon elle noie son ennui dans l’alcool en attendant les clients qui la choisissent de moins en moins. Elle s’adonne aux drogues. Elle s’est offerte sa dose en volant la montre en or d’un client. Le temps s’est arrêté. L’inspecteur Lampion (Marius Colucci) retrouvera la montre calcinée dans une voiture incendiée. On ne s’échappe pas de la cage de l’Oiseau bleu qui cache le commissaire Larosière (Antoine Duléry) soupçonné du meurtre d’une autre fille de joie, Valentine (Juliet Lemonnier). Mathilde Bisson est créditée dans le générique avec son nom complet.
En juin 2017, TF1 propulse son thriller Juste un regard, la transposition française du roman d’amour Just One Look de Harlan Coben qui, chirurgicalement jusque dans l’épisode final, en est le grand patron avec une certaine dose d’humour transatlantique. Est-ce que c’est la coiffure Bardot-esque du personnage de Mathilde Bisson sur la photo d’étudiants insérée dans un tirage anodin qu’Èva Beaufils (Virginie Ledoyen) découvre et montre à son mari Bastien (Thierry Neuvic) parce qu’il ressemble fortement à l’homme sur la photo ? Mais il nie. Toujours est-il que cela provoque la disparition du mari. Par amour, sa femme part à sa recherche au risque de faire remonter à la surface un passé sombre dans quelques excavations souterraines parisiennes. Gare de Magenta, pour reconstituer le puzzle, Èva cherche en savoir plus d’Angèlique Lambert (Mathilde Bisson avec une coupe beaucoup plus courte de cheveux). Elle a quelque chose à cacher comme tous les personnages y compris Èva. Dans la boîte de nuit Shine, Mathilde Bisson a aussi le nom de scène Crystal qui fait tourner la tête aux hommes. Alors que dans le roman américain, les deux enfants du couple principal se prénomment Max et Emma, dans la série française que Harlan Coben a voulu différente tant dans le déroulement de l’intrigue que dans le final, ce sont certainement les deux parents Èva et Bastien qui ont donné le prénom d’une danseuse fatale à leur fille Salomé.

## Filmographie

### Cinéma

#### Longs métrages
- 2010 : La Dame de trèfle de Jérôme Bonnell : la serveuse de l'Abeille
- 2012 : Low Life de Nicolas Klotz : Sophie
- 2012 : L'Âge atomique de Héléna Klotz : Cécilia
- 2013 : Left Foot Right Foot de Germinal Roaux : Cynthia
- 2013 : La Jalousie de Philippe Garrel : la jeune femme du cinéma
- 2014 : Jamais le premier soir de Mélissa Drigeard : Judith
- 2014 : La Mante religieuse de Natalie Saracco : Erika, l'amie de Jézabel
- 2015 : Au plus près du soleil d'Yves Angelo : Juliette Larrain
- 2015 : Peur de rien de Danielle Arbid : Frédérique, la sœur d'Antonia
- 2019 : La Vertu des impondérables de Claude Lelouch
- 2021 : Les Magnétiques de Vincent Maël Cardona : la femme de ménage
- 2022 : Adieu Monsieur Haffman de Fred Cavayé : Suzanne
- 2022 : L'amour c'est mieux que la vie de Claude Lelouch
- 2022: Youssef Salem a du succès de Baya Kasmi

#### Courts métrages
- 2008 : La Ronde de nuit de Vincent Cardona : à la recherche de la danse
- 2010 : Sur mon coma bizarre glissent des ventres de cygnes de Vincent Cardona : Bérénice
- 2010 : Coucou-les-nuages de Vincent Cardona : Frida
- 2012 : Françoise au printemps de Jean-Paul Civeyrac : Anna
- 2014 : People Are Strange de Julien Hallard : Mathilde
- 2016 : En moi de Laetitia Casta : la comédienne

### Télévision
- 2010 : Engrenages de Manuel Boursinhac : Zoé Richet (1 épisode)
- 2011 : Val d'or de Héléna Klotz : Rose
- 2011 : Xanadu de Podz (épisode 2) puis Jean-Philippe Amar (épisodes 4 à 8) : Lou (6 épisodes)
- 2011 : Les Petits Meurtres d'Agatha Christie : Un cadavre sur l'oreiller d'Éric Woreth (saison 1 épisode 9) : Ninon
- 2017 : Juste un regard de Ludovic Colbeau-Justin : Crystal, Angélique Lambert
- 2019 : Jeux d'influence (saison 1) de Jean-Xavier de Lestrade : Muriel Bannier
- 2020 : La Garçonne de Paolo Barzman : Gabrielle
- 2022 : Jeux d'influence (saison 2) de Jean-Xavier de Lestrade : Muriel Bannier

## Théâtre
- 2010 : R.E.R. de Jean-Marie Besset, mise en scène par Gilbert Désveaux, Théâtre de la Tempête : Jeanne
- 2012 : L'Importance d'être sérieux d'Oscar Wilde, mise en scène par Gilbert Désveaux, Théâtre Montparnasse : Miss Cecily Cardew
- 2015 : Un doute raisonnable de Borja Ortiz de Gondra (es), mise en espace par Gilbert Désveaux, Château de Serres, NAVA : Lucía
- 2015 - 2016 : Fleur de cactus de Barillet et Gredy, mise en scène par Michel Fau, Théâtre Antoine-Simone-Berriau : Antonia
- 2017 : Fleur de cactus de Barillet et Gredy, mise en scène par Michel Fau, Théâtre Antoine-Simone-Berriau et en tournée en France : Antonia
- 2018 : Moi non plus de Bertrand Soulier, mise en scène par Philippe Lellouche, avec Jérémie Lippmann, Théâtre de la Madeleine : Brigitte Bardot

## Distinctions

### Récompenses
- Festival international du court métrage de Clermont-Ferrand 2010 : prix Adami d'interprétation, meilleure comédienne pour Sur mon coma bizarre glissent des ventres de cygnes[33]
- César 2016 : Pré-sélection au César du meilleur espoir féminin pour Au plus près du soleil

### Nominations
- Molières 2016 : Molière de la révélation théâtrale pour Fleur de cactus